# Морильо, Пабло
Дон Пабло Морильо-и-Морильо (исп. Pablo Morillo, 5 мая 1775, Фуэнтесекас — 27 июля 1837, Бареж) — испанский генерал.

## Биография
Пабло Морильо-и-Морильо родился в 1775 году; его родителями были однофамильцы Лоренсо Морильо и Мария Морильо. 19 марта 1791 года в возрасте 13 лет он вступил в испанскую морскую пехоту. Участвовал в войнах против революционной Франции, в 1793 году принимал участие в попытках деблокады осаждённого Тулона. После объявления Испанией войны Великобритании принимал в 1797 году участие в бою у мыса Сан-Висенте. В 1805 году участвовал в Трафальгарском сражении, был ранен и попал в английский плен. Во время войны 1809—1813 годов с успехом действовал против французов, как предводитель отряда гверильясов.
14 августа 1814 года Морильо был назначен главнокомандующим испанских войск, посланных в Южную Америку для подавления вспыхнувшего там восстания. Изначально предполагалось, что экспедиционный корпус деблокирует порт Монтевидео, осаждаемый войсками Артигаса. Но затем планы изменились, и когда 15 февраля 1815 года экспедиция покинула Кадис, она направилась не в Ла-Плату, а в Венесуэлу. 9 апреля войска Морильо высадились в Помпатаре на острове Маргарита, где повстанцы сдались без боя ввиду огромного численного превосходства правительственных сил, после чего Морильо отправился в Каракас, где в мае объявил о полной амнистии. Затем началось наступление на Новую Гранаду. В течение года Морильо полностью подавил восстание в Новой Гранаде, и установил там режим террора, казнив 600 человек. Затем он вернулся в Венесуэлу, но там во главе повстанцев встал Симон Боливар, с которым Морильо пришлось 26 ноября 1820 года подписать перемирие. После этого Морильо сдал дела Мигелю де ла Торре и вернулся в Испанию.
4 мая 1821 года Морильо стал генерал-капитаном Новой Кастилии, и во время революции поддержал либеральную конституцию. В 1823 году принял участие в сопротивлении французской интервенции, после поражения дела либералов и восстановления абсолютистского правления уехал во Францию.
В 1832 г. Морильо вернулся в Испанию и был назначен генерал-капитаном Галисии. Во время Первой карлистской войны он принял участие в военных операциях против сторонников Карла Бурбона. Однако, он заболел, и снова уехал во Францию. Скончался 27 июля 1837 в городе Бареж, оставив вдову и пятерых детей без наследства.

## Интересный факт
Хотя Пабло Морильо был известным военным командиром, его деятельность в Южной Америке оставила неоднозначное наследие. Он прославился своими жесткими методами, применяемыми при подавлении восстаний, такими как массовая казнь более 600 человек в Новой Гранаде, что вызвало страх и ненависть среди местного населения. Введение режима террора стало одной из главных черт его командования: аресты и казни без суда и следствия использовались для подавления сопротивления и устрашения местных жителей. Такие методы позволили Морильо добиться краткосрочного успеха, но в долгосрочной перспективе лишь усилили народное сопротивление против испанской власти.
Однако, несмотря на репрессивную политику, именно он стал тем, кто подписал перемирие с Симоном Боливаром 26 ноября 1820 года, что сделало его важным участником мирных переговоров. Перемирие стало историческим событием, которое дало возможность сохранить множество жизней и способствовало окончанию вооружённого противостояния. Сам Боливар, который был одним из лидеров освободительного движения в Южной Америке, отмечал важность этого соглашения, позволившего сформировать условия для дальнейшей независимости стран континента. Морильо проявил дипломатические качества, способные удерживать контроль над ситуацией в условиях ослабления позиций испанской короны.
Интересным также является и то, что Морильо принимал участие в сопротивлении французской интервенции в Испании в 1823 году и поддержал либеральную конституцию. Эта поддержка пришла после длительного опыта службы, который привел его к изменению взглядов на управление страной. Либеральная конституция, которая обеспечивала гражданам больше прав и свобод, была поддержана Морильо как возможный путь к реформированию Испании и восстановлению её силы. Тем не менее, участие в этом движении оказалось неудачным из-за вмешательства французских войск, что завершилось восстановлением абсолютистского правления Фердинанда VII и вынудило Морильо эмигрировать во Францию.
Такой поворот в его политической карьере делает его фигуру весьма противоречивой в контексте его ранних действий в Южной Америке, где он жестоко подавлял попытки получить свободу и независимость. Однако его последующее сотрудничество с либеральными силами в Испании демонстрирует, что Морильо был способен переосмыслить свои взгляды и адаптироваться к изменяющейся политической ситуации. Его перемещения и взаимодействия с различными политическими режимами того времени отражают сложность и многообразие политической ситуации в Испании и Южной Америке начала XIX века.
Кроме того, деятельность Морильо в Южной Америке оставила значительное наследие не только в военном, но и в культурном и политическом контексте. Его жёсткие методы и их последствия до сих пор вызывают споры среди историков. С одной стороны, его считают одним из главных виновников репрессий, применяемых испанскими колониальными властями, с другой — важным фактором, который ускорил процесс освобождения колоний, так как его методы способствовали росту недовольства и усилили стремление к независимости.
После своего возвращения в Испанию и участия в Первой карлистской войне, его роль также оказалась спорной. В то время как он поддерживал правительственные войска против карлистов, его состояние здоровья ухудшилось, и он в конечном итоге покинул службу, вернувшись во Францию. Этот уход из жизни во Франции символизирует его сложный путь — от непримиримого сторонника испанской короны до сторонника либеральных реформ, от которого осталась наследственная память, как о человеке, который был одновременно и жестоким репрессором, и приверженцем мира.